# Philibert de Fumel de Montségur
Philibert Henri de Fumel de Montségur est un homme politique français né le 13 juin 1742 à Lisle (Dordogne) et décédé le 13 juin 1803.
Maréchal de camp, il est député de la noblesse aux États généraux de 1789 pour la sénéchaussée d'Agen. Il siège à droite et émigre, s'engageant dans l'armée de Condé. Il rentre en France en 1802.